# Єльдяк
Єльдя́к (рос. Ельдяк, башк. Йәлдәк) — присілок у складі Дюртюлинського району Башкортостану, Росія. Входить до складу Староянтузовської сільської ради.
Населення — 46 осіб (2010; 56 2002).
Національний склад:
- росіяни — 61 %